# デラスキッパーズ
デラスキッパーズは、ワタナベエンターテインメント名古屋事業本部所属のお笑いコンビ。WCS5期生。2007年結成。結成当初から2016年3月13日まで「ソフトアタッチメント」、2017年9月30日まで「オナジミチ」というコンビ名で活動していた。2021年3月31日、トシボーイの芸能界引退に伴い、コンビを解散した。町田康介は町田こーすけに芸名を変更し、現在活動中。

## メンバー
- 町田康介（まちだ こうすけ、1987年10月2日（37歳） - ）ツッコミ担当。立ち位置は左。

愛知県名古屋市出身。
身長178cm。血液型O型。
ニックネームはマッチ。下の名前で呼ばれることを嫌っている。
ヒョウモントカゲモドキを飼っている。(メスだが名前は月光丸。)
実用英語技能検定2級の資格有り。
スポーツは、小学3年生の頃からスノーボードの経験がある。
趣味はバスケットボール、スノーボード、ダーツ、パチンコ、スロット、麻雀。
動物雑学が得意。
幼い頃からお笑い芸人志望で、小学生の時から相方を捜していた。トシボーイに初めて出会った時にピンと来たという。
2019年2月9日、6歳年下の一般女性と入籍したことを発表。前年のクリスマスには冠ラジオ番組「デラスキNine!!」(Radio NEO)内で公開プロポーズを成功させていた。
解散後は、町田こーすけに改名。2021年8月より、同じ名古屋を拠点として活動する同じ事務所所属の大前りょうすけ（元・プリンセス金魚）とのユニット「大前町田」でも活動している。
- トシボーイ （本名：平谷 俊典（ひらたに としのり）、1987年10月15日（37歳） - ）ボケ担当。立ち位置は右。

愛知県名古屋市守山区出身。
身長168cm。血液型A型。
ニックネームはとしちゃん。2014年までは本名で活動していた。
東京・浅草で人力車を引くアルバイトをしていた為、浅草に詳しい。名古屋に拠点を移動する前の2017年9月まで、10年ほどこのアルバイトをやっていた。

## 来歴
2人の出会いは中学校の入学式（名古屋市立守山中学校)。2人ともクラスが一緒(1年4組)。トシボーイがカバンをしまう為に教室後方にあるロッカーに向かったところ、当時番号順で真後ろの座席に居た町田が足を掛けてきたことによりトシボーイは町田のことを一時的に苦手になった。
しかし翌日の上級生との対面式で共通の先輩に声を掛けられたことやクラスの「一日二善係」を一緒にやったことにより2人は仲良くなった。それから約1年後にあった先輩の送別会の有志で出し物を考えていた町田からトシボーイに「漫才をやろう」と誘われてコンビを結成した。
尚、その当時に2人でコンビ名を考えていた際に『ソフトタッチ』と書いてあった消しゴムを見て「それ良いな…」という話になったが、トシボーイが『「ン」の付くコンビは売れる』というジンクスから無理やり「ン」を入れた『ソフトアタッチメント』になったのが由来。
世界の事情や街、動物などの雑学をテーマにした漫才を行っている。
2017年10月から活動拠点を出身地の名古屋に移すことを発表（2017年8月19日に名古屋市内で開催されたお笑いライブ「WEL名古屋スペシャル」にて明かす）。
2021年3月をもって解散。トシボーイは引退、町田は芸人を続ける。

### 改名
- 2016年3月2日の『ソフトアタッチメント改名ライブ』において、コンビ名を「オナジミチ」に改名することを発表[18][19]。この時は、前のコンビ名が覚えにくかったのと、売れなかったからというのが改名理由だったという[20]。
  - このコンビ名の由来は、二人の実家が共に同じ道沿いにあるということから[8] [21]。カタカナ表記にした理由は吉画である16画にする為であった。
  - 尚、最終候補には他に二人ともすきっ歯ということで「スキッパーズ」(16画)があった[21]。
  - 正式に改名したのは2016年3月13日の事務所ライブ『WEL』からとなっている。
- これより約1年半後の2017年10月、活動拠点を名古屋に移したのと同時にコンビ名を「デラスキッパーズ」に改名。このコンビ名は、名古屋弁で「すごい」「とても」を意味する「でら」に、二人ともすきっ歯であることから「スキッパーズ」を合わせて名付けた[22]。なお、スキッパーズはソフトアタッチメントからオナジミチに改名する際に最終候補としていたコンビ名でもあった。改名後、周りからすきっ歯をすごくいじってもらえるようになったという[20]。

### 戦歴
- M-1グランプリ
  - 2009年-二回戦
  - 2010年-一回戦
  - 2015年-三回戦
  - 2016年-二回戦
- THE MANZAI
  - 2011年-一回戦
  - 2012年-一回戦
  - 2013年-二回戦
  - 2014年-二回戦

## 出演

### 現在のレギュラー番組
- デラHi☆学園（2019年1月 - 、CBCテレビ）
- ドラゴンズステーション（2020年4月 - 、東海ラジオ） 水曜中継リポーター
- Beat Around 834 サテライトFLASH（2020年4月 - 、メディアスエフエム）
- 放課後Hi☆Five（2020年4月 - 2022年3月、東海ラジオ）- 町田のみ
- 今夜も大さわぎ！！（2020年4月 - 2021年3月、FM AICHI）- トシボーイのみ
- OH!MY CHANNEL!スペシャル（2020年4月23日 - 6月18日、東海ラジオ）
- SUPER CAST（2022年4月 - 、ZIP-FM）- 町田のみ

### 不定期出演番組
- 本気プリ(2018年11月26日 - 、CBCテレビ)
- はちまるまる（テレビ愛知）- 町田のみコーナー出演
- くすぐる（テレビ愛知）

### ライブ
- WEL名古屋～ワタナベ名古屋芸人LIVE～（2017年1月25日 - 、伏見JAMMIN'）

### インターネット
- ワタナベ名古屋チャンネル（YouTube）

### ソフトアタッチメント時代のレギュラー番組
- WEッス! (2014年5月19日 - 2014年9月22日、Ameba studio)プリンセス金魚・ブルーリバーとの3組週変わりMC

### ソフトアタッチメント時代の出演番組
- オンバト+（NHK総合）- 2012年7月14日、最高397KB
- あげテンッ（東海テレビ）2012年11月8日
- 芸人報道（日本テレビ）- 2013年4月2日
- PON!（日本テレビ）- 2013年8月9日・2014年4月11日「どんよりどんびき天カメ一武道会」コーナー
- 24時間テレビ 「愛は地球を救う」 2013（日本テレビ）
- 特捜警察ジャンポリス（テレビ東京）

2014年10月17日・2014年12月7日
2015年2月27日・3月6日 (町田のみ）
- 前略、西東さん(中京テレビ)

2015年2月28日 (事務所イチオシ！名古屋出身芸人の合戦)
2015年3月28日 (アシスタントとして出演)
- バナナマンの爆笑ドラゴン（NHK総合）- 2015年4月4日
- サンドウィッチマンの天使のつくり笑い(NHKラジオ第一)

2015年4月21日・7月14日・7月21日
- 笑点 特大号（BS日テレ）- 2015年7月8日
- いますぐ行きたい!にいがた極上旅(TeNYテレビ新潟 他)-2015年9月26日(町田のみ)

### オナジミチ時代のレギュラー番組
- ナベラジ（2014年5月5日 - 2017年9月16日、soraxniwa FM）プリンセス金魚・シャカとの3組週変わりMC[23]
- 笑×音（2017年1月23日 -2017年9月25日 、ラジオNIKKEI第1）

### デラスキッパーズ時代の過去のレギュラー番組
- デラスキNight!（2017年10月2日 -2018年3月30日 、Radio NEO）
- デラスキNine!（2018年4月2日 -2019年10月4日 、Radio NEO）
- OH! MY SATURDAY!（2017年10月 - 2019年12月28日、Radio NEO）
- OH! MY MORNING!（2019年10月7日 - 2019年12月27日、Radio NEO）

### デラスキッパーズ時代の出演番組
- やすだの歩き方-2018年1月30日